# 殿下乗合事件
殿下乗合事件（てんがののりあいじけん/でんかののりあいじけん）は、平安時代末期の嘉応2年（1170年）7月から10月にかけて、摂政・松殿基房の一行が女車に乗った平資盛に遭遇し、基房の従者が資盛の車の無礼を咎めて恥辱を与え、その後、資盛の父・平重盛の武者が基房の従者を襲撃して報復を行った事件。『平家物語』では報復を行った首謀者を資盛の祖父・平清盛（重盛の父）に設定し、「平家悪行の始め」として描いている。

## 事件の経緯
『玉葉』『愚管抄』『百錬抄』などによると、事件は、嘉応2年（1170年）7月3日に発生し、法勝寺での法華八講への途上、基房の車列が女車と鉢合わせをした。基房の従者たちがその女車の無礼を咎め、乱暴狼藉を働いた。
その車の主が資盛であることを知った基房は慌てて使者を重盛に派遣して謝罪し、実行犯の身柄の引き渡しを申し出る。激怒した重盛は謝罪と申し出を拒否して使者を追い返した。重盛を恐れた基房は、騒動に参加した従者たちを勘当し、首謀者の身柄を検非違使に引き渡すなど誠意を見せて重盛の怒りを解こうとした。
しかし、重盛は怒りを納めず兵を集めて報復の準備をする。これを知った基房は恐怖の余り邸に篭り、参内もしなくなった。しかし、高倉天皇の加冠の儀には摂政として参内しないわけには行かず、10月21日参内途上で重盛の軍兵に襲われ、前駆5名が馬から引き落とされ、4人が髻を切られたという。基房が参内できなかったため加冠の儀は延期されたとされている。ただし、24日に基房と重盛は同時に参内しており、両者間の和解が成立したようである。また、同年12月に基房が太政大臣に就任したのは清盛が謝罪の気持ちで推挙したためとも言われている。
事件の50年後に編纂された『愚管抄』では、「コノ内府ハイミジク心ウルハシクテ（中略）イカニシタリケルニカ 父入道ガ教ニハアラデ、不可思議ノ事ヲ一ツシタリシナリ（重盛は大変心が美しい人間であったが、どうしたものか、清盛の教唆ではない不思議なことを一つしたものだ）」と前置きをしたのちにこの事件について記述しており、著者の慈円は重盛の主導した報復であると認識していた。
『玉葉』と『愚管抄』の記述から、史学界では殿下乗合の報復は重盛の主導であったとみなす向きが大勢である。一方で曽我良成は『玉葉』の記事に誤解があると指摘しており、実際の重盛は『平家物語』の記述同様冷静な対応をとったとしている。『玉葉』では報復した犯人の名前は書かれておらず、重盛と断定していない。清盛が報復した当時に福原にいた事が清盛が犯人ではない理由としても清盛本人が行うわけではなく、こういう事は命令をして部下にやらせるのが常であり、重盛がやったと風聞する事は幾らでも可能であり実際の真犯人は不明であるとしている。

### 事件の影響
資盛は仁安元年（1166年）11月21日に叙爵を受け、同年12月30日には越前守となるなど、兄の平維盛よりやや早いか同じペースで昇進していた。しかし事件以降は位階の昇進もなく、侍従に就任したのが承安4年（1174年）で正五位下に昇進したのが安元元年（1175年）という状況で、嘉応3年/承安元年（1171年）に正五位下に昇進した維盛と弟平清経に追い抜かれる有様であった。資盛がふたたび栄達するのは治承3年（1179年）に後白河法皇の院近臣となって以降である。

## 平家物語の描写
嘉応2年（1170年）10月16日、参内途上の基房の車列が鷹狩の帰途にあった平重盛の次男・資盛の一行と鉢合わせをした。資盛が下馬の礼をとらないことに怒った基房の従者達が資盛を馬上から引き摺り下ろして辱めを加えた。
これを聞いた祖父の清盛は、10月21日に行われた新帝元服加冠の儀のため参内する基房の車列を300騎の兵で襲撃し、基房の随身たちを馬から引き摺り下ろして髻を切り落とし、基房の牛車の簾を引き剥がすなどの報復を行い、基房は参内できず大恥をかいた。これを聞いた重盛は騒動に参加した侍たちを勘当した他、資盛を伊勢国で謹慎させた。これを聞いた人々は平家の悪行を怒ると共に重盛を褒め称えた。
重盛が報復の主導者であると解釈している研究者は、『平家物語』における記述は清盛を悪役、重盛を平家一門の良識派として描写する、物語の構成上の演出であると解釈している。